# Привольненское муниципальное образование

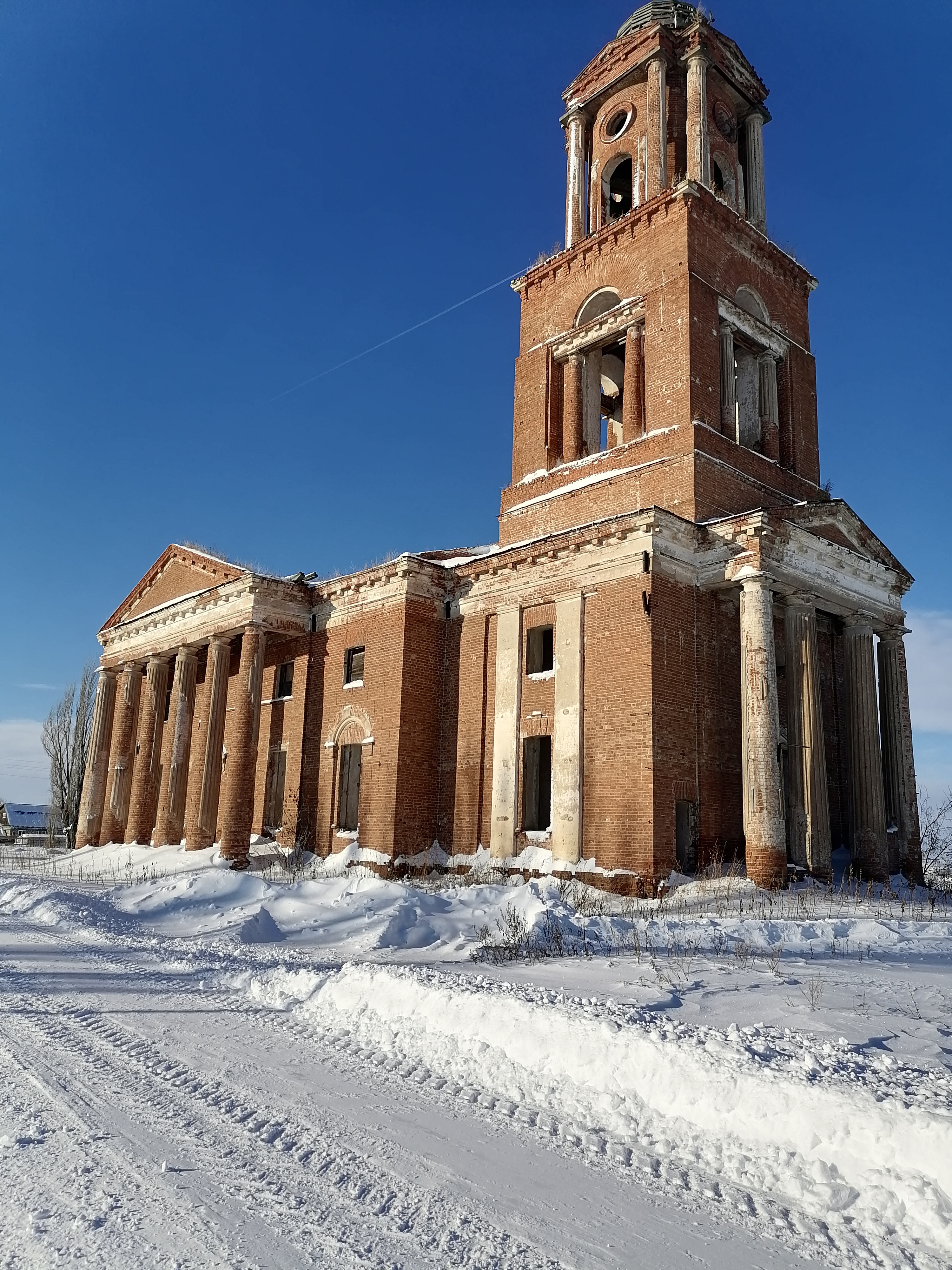

Привольненское муниципальное образование — сельское поселение в Ровенском районе Саратовской области Российской Федерации.
Административный центр — село Привольное.

## История
Статус и границы сельского поселения установлены Законом Саратовской области от 29 декабря 2004 года № 115-ЗСО «О муниципальных образованиях, входящих в состав Ровенского муниципального района».
```
    Местность была заселена кочевыми племенами в древние времена, о чём свидетельствуют две курганные группы в окрестностях села времён бронзового века.
    История поселения самобытна: два из четырёх населённых пунктов, входящих в МО, были немецкими колониями: Варенбург и Прейс. 
    Центр МО - село Привольное. Основано 12 (23) мая 1767 г как немецкая колония Варенбург ( от нем. Ware- товар. В колонии был склад товаров). 26.02.1768 г переименовано в Привальная. Было развито рыболовство, зерноводство, скотоводство. Работали две церковно-приходские, две земские школы, 2-хклассное министерское училище, почтово-телеграфное отделение, две ярмарки, параходные и хлебные пристани, кирпичный завод, мельницы, маслобойни. (до 1917г). Мимо проходил Эльтонский тракт, по которому привозили соль из озера Эльтон в Покровскую слободу. К двум пристаням постоянно причаливали баржи и пароходы с грузом. Чёткие линии улиц хорошо просматривались с Волги. В любое время года улицы были чистыми и сухими благодаря системе каналов, пересекающих всё село и спукающихся к Волге. По ведомости 1769г. в колонии проживал 149 семей. 
    В 1774г-колония разграблена Пугачёвцами.
    1882г - волостное село Тарлыцкой волости Самарской губернии. По данным переписи населения 1897 г в селе проживал 5.279 человек, из них 5.216 немцы.
```

В 1768-1771 гг построена первая лютеранская церковь в селе. В 1809 г - выстроена другая деревянная церковь. В 1843 г - церковь, сохранившаяся до наших дней, которая в начале 20 века (1905-1907 гг) была реконструирована - надстроена колокольня. Является памятником немецкой архитектуры Поволжья. Величественное здание изначально белого цвета выстроено в стиле контор, вмещало 1.200 прихожан. В кирхе был установлен орган, было три  колокола, три хрустальные люстры, внутри нижняя половина голобуго цвета, верхняя и купол - белого. На колокольне - крест на двенадцатиметровом шпиле.    
```
     В 1913 г построена плотина и колодец с фильтром и конным приводом - решена проблема с водоснабжением. 
    К началу Первой мировой войны в селе проживало 8340 человек. 
    В Советское время входило в состав АССР Немцев Поволжья. Было организовано 2 колхоза, кооператива лавка, одна мельница перестроена под консервный завод. 
    3 января 1919 г - антибольшевистское восстание, участники расстреляны.
    В голодный 1921г - на 245 родившихся более 800 умерших.
    В 1941 г - депортации немцев. Осенью 1941 г в село приезжали эвакуированные работники НКВД из Москвы и Лениниграда, образовался Совхоз "НКВД". Просуществавал до 1943г. С 1943г по 1953г на территории располагалась исправительная трудовая колония 4. Село было обнесено колючей проволокой. 
   С 5 июня 1942 г переименовано в Привольное. 
   С 19 мая 1945г относится к Саратовской области.
```

```
     3.10.1954 г организован совхоз "Привольный".
```

```
  При создании Волгоградского водохранилища часть села затоплена.
```

```
     С мая 1956 г село относилось к Приволжскому району, с мая 1972 г - к Ровенскому району. 
   В настоящее время в Привольное есть общеобразовательная школа, детский сад, ФАП,дом культуры, библиотека, отдельный пожарный пост, почтовое отделение, магазины.
    Посёлок Краснополье также основан как немецкая колония  в 1767 г.  Первоначально называлось Прейс (по имени первого старосты мельника Иоанна Прейса). Название Краснополье с 1768 г.
    В 1774г колония разграблена Пугачёвцами. В 1775г- набег киргиз-кайсаков. 
    В посёлке было развито хлебопашество, корзиноплетение, гончарное дело, изготовление сундуков. Располагалась церковь, две земские школы, две ветряные мельницы, сетевязальная, сапожная, корзинная мастерские. В 1927г селу возвращено название Прейс.
    В период коллективизации - колхозы  "Прейс-15" и имени Кирова. 
   В 1950г при затопления Волгоградского водохранилища большая часть колонии ушла под воду.
    Посёлок Серебряный Бор получил своё название 19 октября 1984г. Ранее здесь располагался госплодопитомник, открытый весной 1910 г, заложен весной 1911 г. для выращивания плодовых и ягодных растений. Здесь выращивали саженцы яблони, груши,сливы, вишни, малины. Саженцы славились своим качеством, засухоустойчивостью. Посёлок находится в 4 км южнее с. Привольное.
    На территории Привольненского МО в настоящее время функционируют 7 крестьянско - фермерских хозяйств, развито животноводство, растениеводство ( бахча, овощи, зерновые).
```

## Население
| 2010  | 2011  | 2012  | 2013  | 2014  | 2015  | 2016  |
| ----- | ----- | ----- | ----- | ----- | ----- | ----- |
| 1291  | ↗1294 | ↗1314 | ↘1309 | ↗1354 | ↗1392 | ↗1462 |
| 2017  | 2018  | 2019  | 2020  | 2021  |       |       |
| ↗1478 | ↗1481 | ↗1505 | ↘1487 | ↘1482 |       |       |

```
    В Привольненском МО проживают русские, татары, казахи, армяне, азербайджанцы, чуваши, украинцы, марийцы, немцы, белорусы, Коми - пермяки, табасаранцы, таджики, чеченцы, мордва, киргизы, кумыки, дунгане. 
   Привольненское муниципальное образование является местом компактного расселения 
дунган
, которые в 2000-е годы переселились из 
Киргизии
 в Ровенский район. В Привольненском муниципальном образовании из 1375 жителей по месту жительства зарегистрировано 533 дунганина
[
15
]
, в местной школе всего 130 учеников, из которых 67 дунган (без учёта первого и второго классов, где числится 15 дунган и трое русских учеников)
[
16
]
. Наличие большой дунганской общины, в которой приняты традиции высокой рождаемости, обусловило высокие показатели воспроизводства населения в Привольненском муниципальном образовании: в 2016 году родилось 35 человек, а умерло 13, что обеспечило естественный прирост населения 22 человека (1,5 % в год)
[
17
]
. Эти же факторы определили рост числа учащихся в школе: в 2012 году их было 119, а в 2016 уже 150
[
17
]
.
```

## Состав сельского поселения
| № | Населённый пункт | Тип населённого пункта       | Население |
| - | ---------------- | ---------------------------- | --------- |
| 1 | Краснополье      | посёлок                      | ↘130      |
| 2 | Новый            | посёлок                      | 3         |
| 3 | Привольное       | село, административный центр | ↗987      |
| 4 | Серебряный Бор   | посёлок                      | ↘171      |